# Electric Warrior
Electric Warrior este al șaselea album al trupei britanice de rock, T. Rex și este considerat unul dintre cele mai influente în dezvoltarea glam rock-ului. Electric Warrior s-a clasat pe locul 32 în SUA iar în Marea Britanie a atins primul loc staționând pentru câteva săptămâni pe această poziție. Albumul a devenit cel mai bun al anului 1971.

## Tracklist
1. "Mambo Sun" (3:40)
2. "Cosmic Dancer" (4:30)
3. "Jeepster" (4:12)
4. "Monolith" (3:49)
5. "Lean Woman Blues" (3:02)
6. "Get It On" (4:27)
7. "Planet Queen" (3:13)
8. "Girl" (2:32)
9. "The Motivator" (4:00)
10. "Life's a Gas" (2:24)
11. "Rip Off" (3:40)

- Toate cântecele au fost scrise de Marc Bolan

## Single-uri
- "Jeepster" (1971)
- "Life's a Gas" (1971)
- "Get It On" (1971)

## Componență
- Marc Bolan - voce , chitare
- Mickey Finn - tobe conga , bongos
- Steve Currie - chitară bas
- Bill Legend - baterie